# 微花藤
微花藤（学名：Iodes cirrhosa）为茶茱萸科微花藤属下的一个种。

## 扩展阅读
- 維基物種上的相關：微花藤